# Amastus esamenae
Amastus esamenae är en fjärilsart som beskrevs av William Schaus 1933. Amastus esamenae ingår i släktet Amastus och familjen björnspinnare. Inga underarter finns listade i Catalogue of Life.